# 青森県社会人サッカーリーグ
AOFA青森県社会人サッカーリーグ（あおもりけんしゃかいじんサッカーリーグ）は、全国の各都道府県にあるサッカーの都道府県リーグのひとつで、青森県のサッカークラブチームが参加している。
2025年現在では第57回を数える。

## 概要・レギュレーション
青森県社会人サッカーリーグは9チームで構成される（2025年）。5月から11月にかけて、1回戦総当たりで行う。
試合時間は80分。ハーフタイムは10分。
優勝チームには東北社会人サッカーリーグ2部北へ昇格する権利が与えられる。優勝チームが昇格を辞退した場合、昇格の権利は2位チームに繰り下げとなる。
かつては津軽地区・南部地区の2ブロックからなる2部リーグも存在した。

## 所属クラブ（2025年）
- 田舎館FC
- 三沢FC十兵衛
- AC弘前
- FC六ヶ所
- おいらせFC
- 航空自衛隊三沢
- 海上自衛隊八戸
- 五戸SC
- LIDEAL Aomori

## 歴代優勝チーム

### 1部リーグ
- 第33回 (2001年)　陸上自衛隊八戸
- 第34回 (2002年)　ラインメール青森FC
- 第35回 (2003年)
- 第36回 (2004年)　南郷FC
- 第37回 (2005年)　八戸工業SC
- 第38回 (2006年)　リベロ津軽SC
- 第39回 (2007年)　Angel
- 第40回 (2008年)　ラインメール青森FC
- 第41回 (2009年)　リベロ津軽SC
- 第42回 (2010年)　リベロ津軽SC
- 第43回 (2011年)　リベロ津軽SC
- 第44回 (2012年)　ブランデュー弘前FC
- 第45回 (2013年)　おいらせ町サッカー協会
- 第46回 (2014年)　七戸SC
- 第47回 (2015年)　八学大FC2014
- 第48回 (2016年)　おいらせFC
- 第49回 (2017年)　五戸SC
- 第50回 (2018年)　ラスィーボ青森（昇格辞退。2位の海上自衛隊八戸が昇格）
- 第51回 (2019年)　筒木坂FC
- 第52回 (2020年)　ラスィーボ青森
- 第53回 (2021年)　おいらせFC（昇格辞退。昇格チーム無し）
- 第54回 (2022年)　七戸SC
- 第55回 (2023年)　AC弘前（昇格辞退。昇格チーム無し）
- 第56回 (2024年)　田舎館FC（昇格辞退。昇格チーム無し）